# 二苯基溴甲烷
二苯基溴甲烷是一种有机化合物，化学式为C13H11Br。它可由二苯甲醇的溴化反应制得。它和叠氮化钠在二甲基亚砜中反应，可以得到二苯基叠氮甲烷。它和甲苯在三氟化硼乙醚存在下反应，可以得到4-甲基三苯甲烷，副产物2-甲基三苯甲烷。